# Loch Ewe
Loch Ewe is een sea loch, een baai met diep water in het noordwesten van Schotland, die uitgeeft in de Atlantische Oceaan. Loch Ewe ligt in de regio Wester Ross van de Schotse Hooglanden. De inham is ongeveer 16 km lang. Enkele plaatsen langs de oever zijn Poolewe, Aultbea, Mellon Charles, Ormiscaig en Londubh. In Poolewe mondt de korte rivier Ewe uit in de loch vanuit het nabije Loch Maree. In de baai ligt het kleine eiland Isle of Ewe.

## Militaire betekenis
Poolewe was in de Eerste Wereldoorlog een haven voor de Royal Navy. In de Tweede Wereldoorlog was Loch Ewe de verzamelplaats van een aantal konvooien van vrachtschepen van en naar de Sovjet-Unie (PQ-, QP-, JW-  en RA-konvooien). De konvooien volgden de Arctische route naar Moermansk en Archangelsk. Omdat Loch Ewe een relatief enge monding heeft, was ze goed te beschermen tegen vijandige duikboten.
Tegenwoordig is er nog steeds een marinesteunpunt nabij Aultbea, waar schepen van de NAVO kunnen bijtanken. De NAVO gebruikt Loch Ewe regelmatig voor oefeningen.